# Affaire Blum (Film)
Affaire Blum ist ein DEFA-Spielfilm von Erich Engel aus dem Jahr 1948. Die Geschichte basiert auf dem gleichnamigen Roman von Robert Adolf Stemmle, der auch das Drehbuch des Films schrieb. Der Film gibt die Vorgänge eines Magdeburger Justizskandals von 1925/26 weitgehend authentisch wieder. Der Fabrikant Rudolf Haas wurde des Mordes an dem Reisenden Hellmuth Helling beschuldigt und nahezu zwei Monate in Untersuchungshaft festgehalten, was sich später als Justizirrtum herausstellte. Die Hauptrollen sind mit Hans Christian Blech, Gisela Trowe, Arno Paulsen und Maly Delschaft sowie Paul Bildt, Ernst Waldow und Werner Peters besetzt.

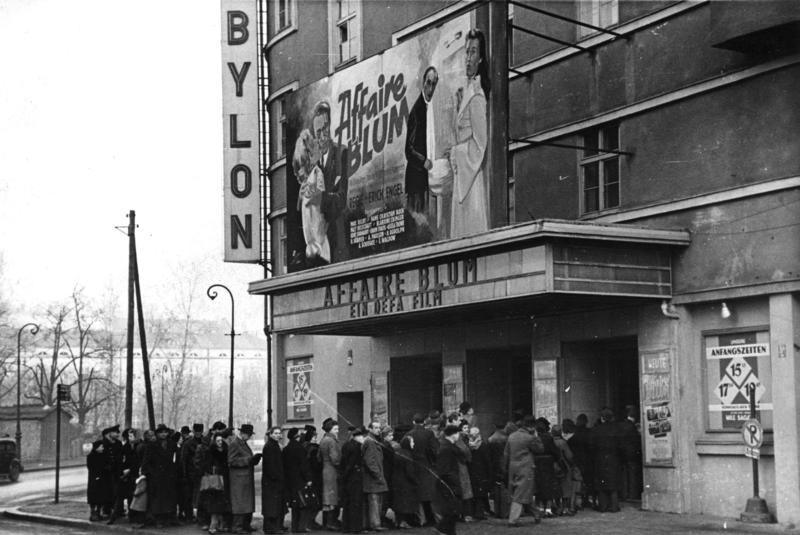
Schlange vor dem Kino bei Affaire Blum, 1949

## Handlung
Ort der Handlung ist eine mitteldeutsche Stadt in den zwanziger Jahren. Ein jüdischer Fabrikant wird des Mordes an seinem Buchhalter beschuldigt. Der deutschnationale Untersuchungsrichter, der unbedingt einen jüdischen Täter haben will, sieht Blum selbst dann noch als Täter an, als sich Hinweise auf den tatsächlichen Mörder, einen ehemaligen Freikorpskämpfer, finden. Der sozialdemokratische Gerichtspräsident aus Berlin entsendet einen Kriminalbeamten (im echten Fall Otto Busdorf), der die Beweiskette des Richters zerpflückt.

## Produktionsnotizen
Der Film entstand im Althoff-Atelier von Studio Babelsberg mit Außenaufnahmen aus Babelsberg und Potsdam. Die Uraufführung erfolgte am 3. Dezember 1948 in Berlin-Ost, in Berlin-West war die Erstaufführung am 19. Dezember 1948. Als Austauschfilm Mittel-Deutschland/West-Deutschland erfolgte seine westdeutsche Premiere am 8. April 1949 in Hamburg.

## Auszeichnungen
- Die FBL zeichnete Affaire Blum mit dem Prädikat besonders wertvoll aus.
- Regisseur Erich Engel erhielt den Nationalpreis II. Klasse der DDR.

## Kritiken
„Früher DEFA-Film, der die wachsende rassistische Verhetzung vor dem Dritten Reich an einem authentischen Fall (Justizskandal in Magdeburg 1926) beschreibt. Feinfühlig inszeniert und von vorzüglichen Schauspielern getragen.“

„Erich Engel (geb. 1891) fand für die Darstellung eines Justizverbrechens der Weimarer Zeit in Affaire Blum einen satirisch pointierten realistischen Bildstil…“

## Neuverfilmung
Drehbuchautor Stemmle verfilmte die Geschichte 1962 für das Fernsehen neu. Die ARD strahlte die SWF-Produktion Affäre Blum am Donnerstag, dem 17. Mai 1962 um 21.00 Uhr aus. Unter Stemmles Regie spielten Wolf Richards, Regine Lutz, Dieter Eppler, Leonard Steckel, Paul Dahlke, Franz Kutschera, Karl-Georg Saebisch und Hans W. Hamacher. Das Drehbuch verfasste Stemmle auf Basis des gleichnamigen Schauspiels von Erich Engel und ihm selbst.